# محمد بن علي النكنافي
محمد بن علي النكنافي الحاحي قائد في دار المخزن تقلد منصب الصدر الاعظم في عهد السلطان مولاي عبدالرحمن بن هشام سنة 1251 هـ بعد وفاة الوزير المختار بن عبد المالك الجامعي بمراكش، تم سرعان ما عزله وعين مكانه وزيره الأقدم محمد بن إدريس العمراوي. في فترة وزارة النكنافي اجتاح بلاد المغرب وباء خبيث يسبب الاسهال والقيء وغور العينين وبرودة الأطراف حسب وصف المؤرخين.
ينحدر من إينكنافـن وهي قبيلة تابعة لاتحادية قبائل حاحا. كان أديبا ومهندسا فلكيا كما اشتهر بعلم الحساب بفاس. في 2 رمضان 1265 هـ خرج لأداء فريضة الحج برفقة المولى المهدي والمولى رشيد، ولدي السلطان عبد الرحمان. وفي يوم الخميس 5 رمضان توفي بسوق الأحد بالغرب وترك أموالا وكتبا ولم يترك أولادا، وحمل رفاته إلى القصر الكبير ودفن هناك بضريح الشيخ أبي غالب.